# Superintendência de Desenvolvimento da Capital
A Superintendência de Desenvolvimento da Capital, também conhecida por SUDECAP, é uma autarquia municipal da Prefeitura de Belo Horizonte, no Brasil.
Criada pela Lei 1 747, de 09 de dezembro de 1969, está vinculada à Secretaria Municipal de Obras e Infraestrutura (SMOBI). É a entidade responsável pela implantação e conservação da infraestrutura viária e do patrimônio municipal, incumbindo-lhe a elaboração de programas gerenciais para as obras do município.
É também o principal órgão executor das obras de infraestrutura urbana e dos bens imóveis públicos em Belo Horizonte e tem por objetivo implementar a política governamental para o Plano de Obras do município em colaboração com a administração direta do Poder Executivo.